# Arbeitsmarkt in Luxemburg

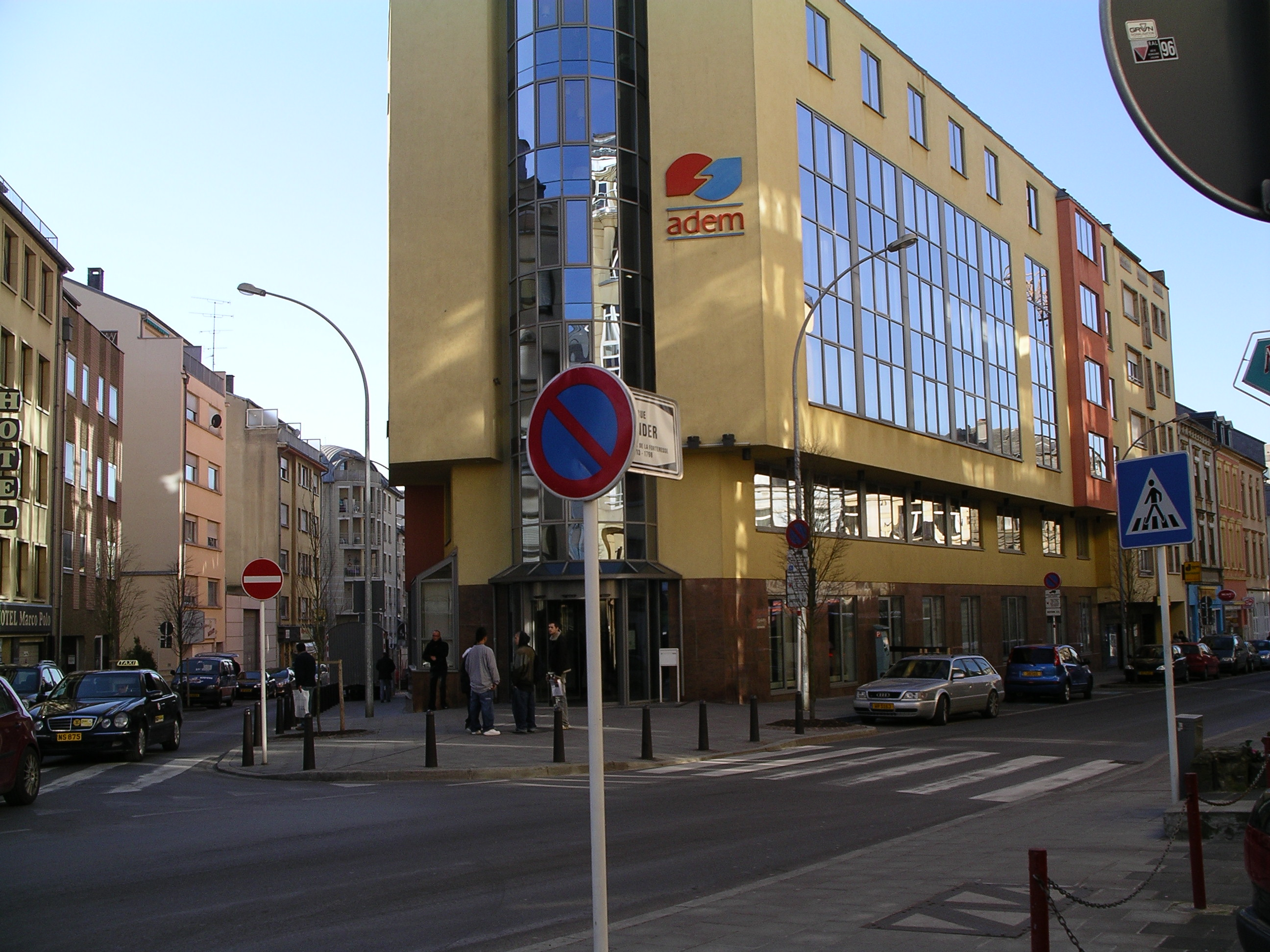
Administration de l’emploi, Luxemburg, Rue Bender

Der Arbeitsmarkt in Luxemburg bezeichnet den Ort, an dem das Angebot Luxemburgs an Beschäftigung und die Nachfrage nach Arbeitsplätzen von Inländern und Ausländern zusammentreffen.

## Segmentierter Arbeitsmarkt
Die Luxemburger Tripartite hatte im Rahmen der Lissabon-Strategie den französischen Ökonomen Lionel Fontagné damit beauftragt, einen Bericht über die Wettbewerbsfähigkeit der Luxemburger Volkswirtschaft zu verfassen. Laut diesem sog. „Fontagné-Bericht“ ist der Luxemburger Arbeitsmarkt staatlich reguliert und segmentiert. Er setzt sich aus drei Segmenten zusammen:
1. die Luxemburger,
2. die ansässigen Ausländer,
3. die Grenzgänger.

Die Expansion des Dienstleistungssektors, insbesondere der Finanzdienstleistungen und der mit den Medien verbundenen Unternehmen, hat die Überrepräsentierung der Einwanderer an den beiden Extremen des Ausbildungsspektrums verstärkt: einmal in den niedrig qualifizierten Tätigkeiten, insbesondere Handarbeit, und in den hoch qualifizierten Tätigkeiten. Das reproduziert die Erscheinung, die schon bei der industriellen Entwicklung des Landes hatte beobachtet werden können: die ersten Wogen der Einwanderung unqualifizierter Arbeiter kamen damals aus Italien, während zahlreiche qualifizierte Arbeiter und Arbeitgeber aus Deutschland, Belgien und Frankreich gekommen waren.
Im Unterschied dazu sind die Luxemburger im mittleren Management beschäftigt und besetzen im Wesentlichen die Verwaltungsposten im öffentlichen Dienst. Die Ausnahme ist das Gesundheitswesen, wo der öffentliche Dienst zahllose eingewanderte Arbeitskräfte umfasst. Alle Sektoren, in denen man einen überproportionalen Anteil Luxemburger zählt, gehören zum öffentlichen Dienst. Das Übergewicht der Luxemburger im öffentlichen Dienst erklärt sich durch die Kriterien der Rekrutierung, die nicht die luxemburgischen Ansässigen genug anziehen würden, wären die angebotenen Gehälter nicht höheren Niveaus.
Insgesamt sind mehr als 40 % der in Beschäftigten luxemburgischer Staatsangehörigkeit beim Staat oder ähnlichen Einrichtungen beschäftigt, während sie unterrepräsentiert sind im Hotel- und Gaststättengewerbe, Hochbau und Tiefbau, Immobilien sowie bei Dienstleistungen an Haushalte – das sind auch die Sektoren, wo das Verdienstniveau relativ niedrig ist.
Das Ausbildungsniveau der Ansässigen ist niedriger im Hinblick auf die Anforderungen des Arbeitsmarktes und im Vergleich zu denen der Grenzgänger: es gibt in der Gesamtheit der Ansässigen verhältnismäßig mehr Erwerbstätige, die einen Primär- oder niederen Sekundarabschluss besitzen (25 % gegenüber 13 % in der Gesamtheit der Grenzgänger), weniger Erwerbstätige mit einem mit einem höheren Sekundarabschluss (46 % gegenüber 54 %), und ein bisschen weniger mit höherem Niveau. Heutzutage stammen 53 % der in Luxemburg arbeitenden Grenzgänger aus Frankreich, 27 % aus Belgien und 20 % aus Deutschland. Die belgischen Grenzgänger sind insgesamt häufiger mit einem Diplom ausgestattet als die französischen oder deutschen Grenzgänger mit einem Niveau der höheren Ausbildung von 44 % bzw. 23 %. Schließlich weisen die französischen, belgischen und deutschen Erwerbstätigen, die sich in Luxemburg niedergelassen haben, einen höheren Anteil an Diplomierten auf als die erwerbstätigen Grenzgänger.
Auf ca. 6.000 Arbeitsplätze (ohne in Luxemburg ansässige internationale Einrichtungen), die zwischen März 2002 und März 2003 neu geschaffen worden sind, wurden 4.000 mit Grenzgängern besetzt und weniger als 200 mit in Luxemburg Ansässigen. Letztere sind somit in massiver Weise abwesend, was die Dynamik des Arbeitsmarktes betrifft.
Von 1985 bis 2001 bewegte sich diese Dynamik auf hohem Niveau: Das Großherzogtum hatte 117.000 Arbeitsplätze geschaffen, mehrheitlich durch Grenzgänger besetzt. Während die Beschäftigung im Inland von 160.000 auf 277.000 stieg, nahm die nationale Beschäftigung von 152.000 auf 188.000 zu. Nachdem die ansässigen Luxemburger im Jahre 1985 94 % der Beschäftigung im Inland repräsentierten, haben sie nur 32 % der neu geschaffenen Posten besetzt, womit ihr Anteil auf 68 % der Beschäftigung im Inland gefallen ist. In der zweiten Hälfte der 2000er Jahre hat sich diese Tendenz in einem immer schwierigeren Arbeitsmarkt fortgesetzt.
Diese letzten Jahre, als die Arbeitslosigkeitsrate ziemlich niedrig war, hat sich das Wachstum also in starkem Maße auf das ausländische Arbeitskräftepotenzial gestützt, wobei sogar die Befürchtung wach gerufen wurde, dass sich dieses Reservoir innerhalb der Region erschöpfen könnte. Wenn diese Region als die Großregion verstanden wird mit mehr als 11 Millionen Einwohnern und einer Anzahl Arbeitsloser, welche den voraussichtlichen Beschäftigungsanstieg in Luxemburg im Laufe mehrerer Jahrzehnte überschreiten wird, dürfte diese Befürchtung unbegründet sein (OECD, 2003). Indessen könnte das Niveau der am Arbeitsmarkt nachgefragten Qualifikationen den tatsächlichen Engpass darstellen. Die Suche nach Talenten dürfte sich daher auf eine verstärkt globalen Basis entwickeln.

## Zugang zum Arbeitsmarkt
Für die Bürger eines EU-Mitgliedstaates gilt die Freizügigkeit. Für Besucher und Arbeitsuchende aus Drittländern gelten andere Regelungen.
Luxemburg ist 2008 vom Europäischen Gerichtshof dazu verurteilt worden, sein Gesetz betreffend die Entsendung von Arbeitnehmern abzuändern; dieses sieht grundsätzlich die Anwendung des nationalen Arbeitsrechts auch auf die nach Luxemburg entsandten Arbeitnehmer vor. Die Gewerkschaft OGBL verlangt dagegen, dass die entsprechende Europäische Entsende-Richtlinie abgeändert werde, da sie ein Sozialdumping befördere.
Durch ein neues Gesetz soll der öffentliche Dienst in Gegensatz zur bisherigen Regelung für alle Bewerber geöffnet werden, die eine Staatsangehörigkeit aus der Europäischen Union vorweisen sowie die besonderen Qualifikations- und Sprachanforderungen erfüllen. Eine Begrenzung auf die luxemburgische Staatsangehörigkeit ist danach nur noch in bestimmten Ausnahmefällen zulässig.
Für die Anerkennung von Diplomen, die außerhalb Luxemburgs erworben wurden, ist die Abteilung für Diplomanerkennung im Ministerium für Erziehung und Berufsausbildung (Service de la reconnaissance des diplômes des Ministère de l’Éducation nationale et de la Formation professionnelle – MENFP) zuständig.
Laut Gesetz sind Arbeitgeber verpflichtet, jede offene Stelle der Arbeitsverwaltung ADEM (Administration de l’emploi) zu melden. Nach einer Untersuchung von CEPS/INSTEAD werden jedoch lediglich 40 % der offenen Stellen gemeldet. Nur in der Hälfte aller Fälle zeigen Unternehmen Interesse daran, von ADEM Stellenbewerber angeboten zu bekommen.
Im Jahre 2009 wohnten von den 335.700 im Lande Beschäftigten nur 188.300 im Lande selbst, die restlichen 147.400 außerhalb des Landes (Grenzgänger). Insofern muss auch die offiziell verlautbarte Arbeitslosenquote, die wie überall in der amtlichen Statistik gebräuchlich lediglich auf die ansässige Bevölkerung bezogen wird, entsprechend relativiert werden.
In Umsetzung der europäischen Verordnung Nr. 883/2004 zur Koordinierung der Systeme der sozialen Sicherheit in der Europäischen Union muss der Staat Luxemburg ab Mai 2010 dem nach dem Wohnort des Beschäftigten zuständigen Träger der Arbeitslosenleistungen den Gesamtbetrag der Entschädigung erstatten, die ein Grenzgänger, der in Luxemburg beschäftigt gewesen ist, in seinem Heimatland während der ersten 3 Monate seiner Arbeitslosigkeit erhalten hat. Die Gewerkschaft OGBL fordert hingegen den Staat Luxemburg auf, die Grenzgänger, die in Luxemburg im Rahmen einer Massenentlassung ihren Arbeitsplatz verloren haben, möglichst in Luxemburg im Status des Arbeitnehmers zu halten und von Weiterbildungsangeboten oder anderen Maßnahmen profitieren zu lassen, anstatt diese als Arbeitslose in deren Wohnland abzuschieben.

## Sozial-, Arbeits- und Steuerrecht für in Luxemburg Beschäftigte

### Allgemeines
Die einschlägigen Bestimmungen des Arbeitsrechts sind zusammengefasst worden zum Code du Travail, welche Gesetzessammlung seit 1. September 2006 in Kraft ist.
Ein unbefristeter Vertrag (CDI = contrat à durée indeterminée) ist das gesetzlich vorgeschriebene Regelarbeitsverhältnis. Im Jahre 2004 standen 89 % der Beschäftigten in einem solchen Vertragsverhältnis, und nur 8 % in einem befristeten Vertrag (CDD = contrat à durée determinée). Ein befristeter Vertrag darf nur für begründete Ausnahmefälle abgeschlossen werden und muss ebenso wie ein Probevertrag ausdrücklich vereinbart werden.
In Luxemburg gilt per Gesetz ein Mindestlohn, der je nach Alter und Qualifikation des Beschäftigten variiert.
Durch Gesetz müssen Löhne und Gehälter regelmäßig der Entwicklung des Preisniveaus angepasst werden. Die hierzu erforderliche statistische Grundlage erstellt und dementsprechende Feststellungen der Fälligkeit trifft Statec. Die Ausführbarkeit dieses Gesetzes wurde zuletzt durch den Gesetzgeber „moduliert“, d. h. zeitlich hinausgeschoben.
Mit ganz geringen Ausnahmen ist jeder abhängig Beschäftigte und unabhängig Erwerbstätige zur Sozialversicherung anzumelden, womit er einen Sozialversicherungsausweis mit seiner individuellen Sozialversicherungsnummer erhält. Ab dem 1. Januar 2009 gilt das Einheitsstatut; das heißt, dass, von Übergangsregelungen abgesehen, die Unterscheidung zwischen Arbeiter und Angestellten in Sozialrecht und Arbeitsrecht abgeschafft ist.
Bei einem abhängig Beschäftigten obliegt es in erster Linie dem Arbeitgeber (patron), diesen bei der Sozialversicherung sowie dem Steueramt zwecks Ausstellung einer Lohnsteuerkarte anzumelden. Für deutsche und französische Grenzgänger bzw. Nichtansässige (non résidents) ist für einen Lohnsteuerjahresausgleich das Bureau d’imposition Luxembourg Y zuständig. Wenn Freibeträge wegen Kindesunterhalt geltend gemacht werden, kommt es zu Verzögerungen oder Benachteiligungen, da erst die Bescheinigungen des Wohnlandes eingereicht und von den analogen Einrichtungen des Beschäftigungslandes anerkannt werden müssen.
Naturgemäß kann der Anteil von Schwarzarbeit nur geschätzt werden. Statistiker von Statec schätzen den Anteil in der Baubranche auf ca. 15 % des Gesamtumsatzes, meinen aber, dass die Minderung des Mehrwertsteuersatzes auf 3 % in diesem Bereich den Anreiz dazu herabgesetzt habe; denn der Kunde von Schwarzarbeit verliert damit auch den gesetzlich garantierten Gewährleistungsanspruch.

### Kollektivverträge

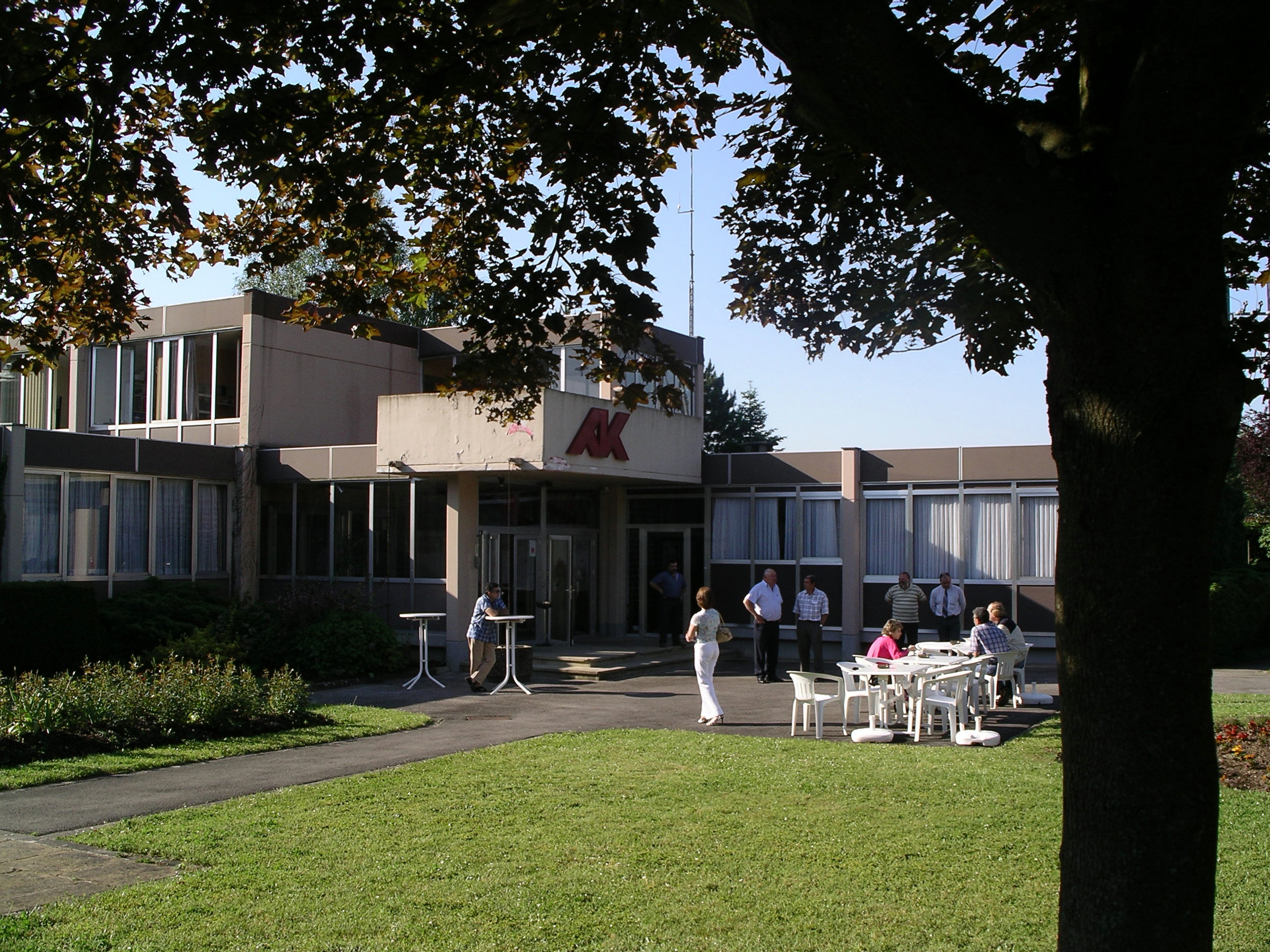
CEFOS Remich

Kollektive Arbeitsverträge (Conventions collectives de travail) können zwischen einer oder mehreren dazu qualifizierten Gewerkschaften und einem oder mehreren Unternehmen abgeschlossen werden. Zu unterscheiden sind von den gewöhnlichen Kollektivverträgen die durch ein Großherzogliches Reglement, das im Mémorial amtlich bekanntgemacht wird, als allgemeinverbindlich erklärte Kollektivverträge (conventions collectives déclarées d'obligation générale).
Der Kollektivvertrag für den Transport- und Logistiksektor wurde am 1. Februar 2010 von den Gewerkschaften OGBL und LCGB mit dem Transportverband abgeschlossen. Er tritt am 1. Februar 2010 in Kraft und ist anwendbar auf alle Betriebe des gewerblichen Straßengüterverkehrs, die Umzugsunternehmen, die Eil- und Kurierdienste sowie die Logistikbetriebe. Betroffen sind hiervon mehr als 10.000 Beschäftigte. Der neue Kollektivvertrag wurde darüber hinaus an die geltende europäische und nationale Gesetzgebung angepasst. Ansonsten beinhaltet er im Wesentlichen eine Verlängerung des vorherigen Vertrags.
Im CEFOS in Remich werden für die in Luxemburg Beschäftigten, insbesondere aber für deren Personalvertreter, von den Gewerkschaften sowie der École Supérieure du Travail Kurse in Arbeits- und Sozialrecht angeboten.

### Zeitarbeit
Die meisten (1999: 17) Zeitarbeitsunternehmen sind Mitglied der 1994 gegründeten Union Luxembourgeoise des Entreprises de Travail Intérimaire A.s.b.l. Wer ein Beschäftigungsangebot wünscht, kann sich bei einem solchen Unternehmen als Interessent eintragen lassen. Sobald das Zeitarbeit-Unternehmen über eine adäquate Personalanforderung eines Kundenunternehmens verfügt, kann ein entsprechender Arbeitsvertrag (contrat de mission) abgeschlossen werden. Es besteht außerdem für diesen Sektor ein für allgemeinverbindlich erklärter Kollektivvertrag. Im Prinzip muss der Zeitarbeiter dem jeweiligen Arbeitsplatz entsprechend nach denselben Kriterien wie ein Festangestellter entlohnt werden. Wenn das Kundenunternehmen selbst mit dem Zeitarbeiter direkt einen Vertrag abzuschließen wünscht, ist das Zeitarbeitsunternehmen gesetzlich verpflichtet, diesen freizugeben.